# Burkhard Heinrich Freudenfeld
Burkhard Heinrich Freudenfeld (* 4. Januar 1784 in Ivenack, Mecklenburg; † 18. Juli 1850 in Stonyhurst bei Clitheroe, England) war ein deutscher Hochschullehrer und Autor, nach seiner Konversion zur römisch-katholischen Kirche Jesuit, Priester und Gymnasialleiter.

## Leben
Freudenfeld wurde als unehelicher Sohn von Hellmuth Burchhard Hartwig von Maltzahn, Graf von Plessen (1729–1797) im Herrenhaus Ivenack geboren. Er studierte in Jena Philosophie und promovierte 1805. 1809 ging er als Privatdozent nach Göttingen.
Er nahm als Soldat an den Befreiungskriegen teil. 1817 konvertierte er zum Katholizismus. 1819 wurde er außerordentlicher Professor für Geschichte und Philosophie an der Universität Bonn, wo er verschiedene seiner Studenten zur Konversion bewegte, aber auch den konfessionellen Frieden störte.
1822 trat er in Freiburg im Breisgau in den Jesuitenorden ein und arbeitete dort als Gymnasialprofessor. Die Priesterweihe empfing er 1828. Anschließend wurde er Rektor des jesuitischen Knabeninternats in Estavayer-le-Lac. Nach dem Sonderbundskrieg 1847 verließ er die Schweiz und ging als Dozent an das jesuitische Stonyhurst College in Lancashire, wo er kurz darauf starb.

## Veröffentlichungen
- Frühlingsgeschenk oder Sammlung kleiner Gedichte, Göttingen 1811
- Weihnachtsgeschenk, 1811
- Zeitschrift für Poesie, drei Bände, Unna 1812 (mit Georg August Friedrich Goldmann)
- Kriegslieder, Dortmund 1813 (Digitalisat)
- Das Glaubensbekenntniß der Römisch-katholischen Kirche nebst Uebersetzung, einleitenden und erläuternden Bemerkungen, Münster 1820 (Digitalisat)
- Analytisches Gemälde der allgemeinen Geschichte, Freiburg 1848
  - französisch Tableau analytique de l’histoire universelle, Paris 1848
  - italienisch Quadro analitico della storia universale, Neapel 1853 (Digitalisat)

## Zitat
„Unduldsamkeit und Proselytenmacherei sind abscheulich, aber der Indifferentismus ist es nicht weniger.“